# Амикам
Амикам (ивр. עמיקם‎) — мошав, расположенный в Хайфском округе Израиля. Мошав расположен на высоте 82 метров над уровнем моря, на юго-запад от Рамот-Менаше, недалеко от города Зихрон-Яаков и административно входит в региональный совет Алона.

## Создание
Мошав был основан в 1950 году репатриантами из Северной Африки и китайскими евреями, бежавшими от Китайской революции. Мошав был основан с помощью движения Бейтар, которое взялось привезти репатриантов из Китая и построить мошав. К ним присоединились несколько семей из Восточной Европы и Северной Африки. В 1956 году к ним присоединились несколько семей из Польши, прибывших в Израиль после Второй мировой войны.

## Население
По данным Центрального статистического бюро Израиля, население на начало 2020 года составляло 739 человек.
Также имеется начальная школа «Тали Алона».

## Экономика
Часть жителей занимается сельским хозяйством, возделывая плантации персиков, слив, нектаринов и мушмулы.